# اقتصاد كرواتيا
اقتصاد كرواتيا هو اقتصاد قائم على الخدمات مع محاسبة صناعة الخدمات 70٪ من مجموع الناتج المحلي الإجمالي (GDP). وقد مرت كرواتيا بعد انهيار الاشتراكية، بعملية انتقال إلى اقتصاد السوق في عقد 1990، ولكن عانى اقتصادها بشدة خلال حرب الاستقلال الكرواتية. وبعد الحرب بدأ الاقتصاد في التحسن، وقبل الأزمة المالية 2007-2008 نما الاقتصاد الكرواتي في بيئة صحية 4-5٪ سنوياً، وتضاعف الدخل وتحسنت الفرص الاقتصادية والاجتماعية بشكل كبير.

## معرض صور

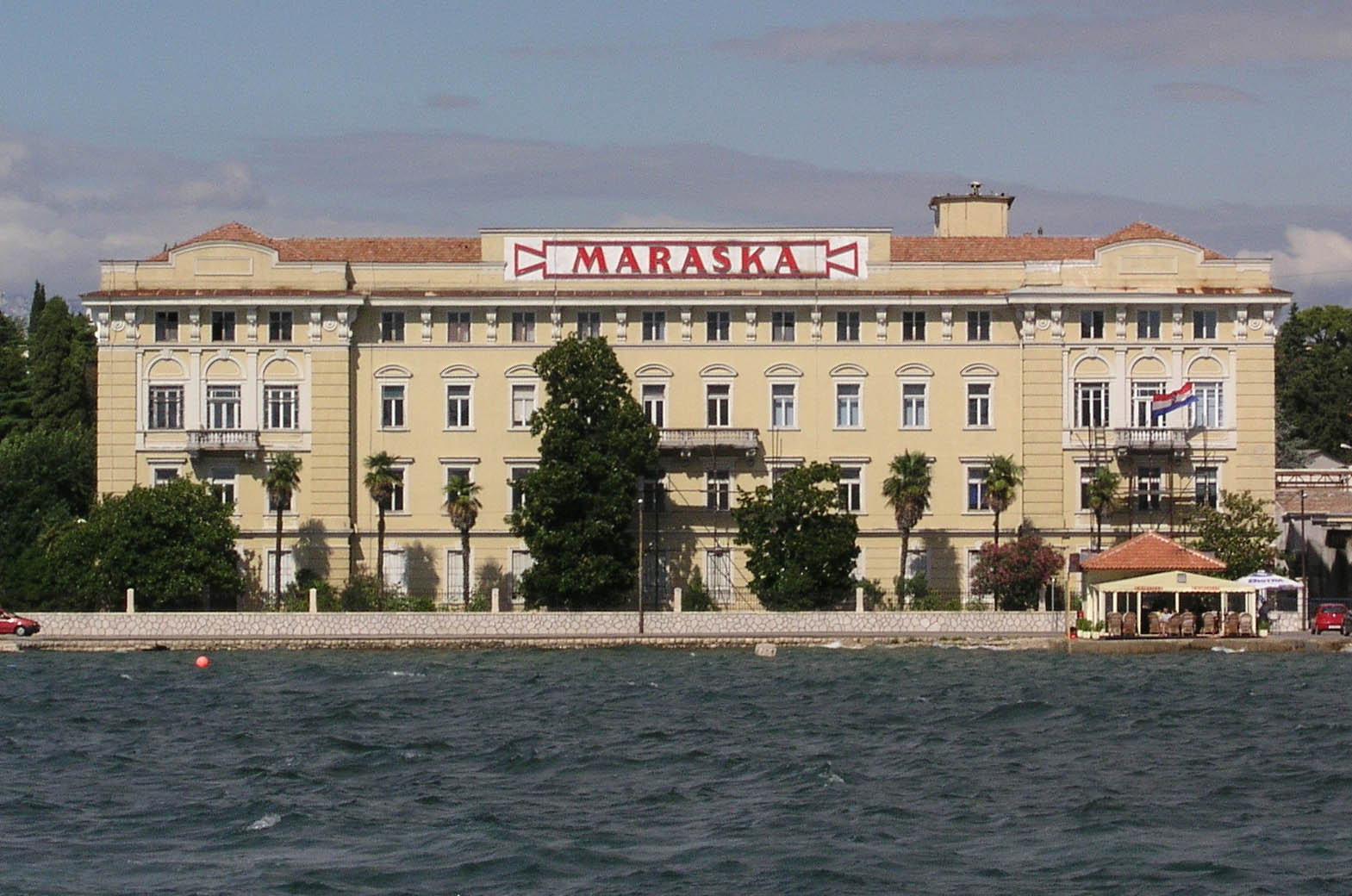
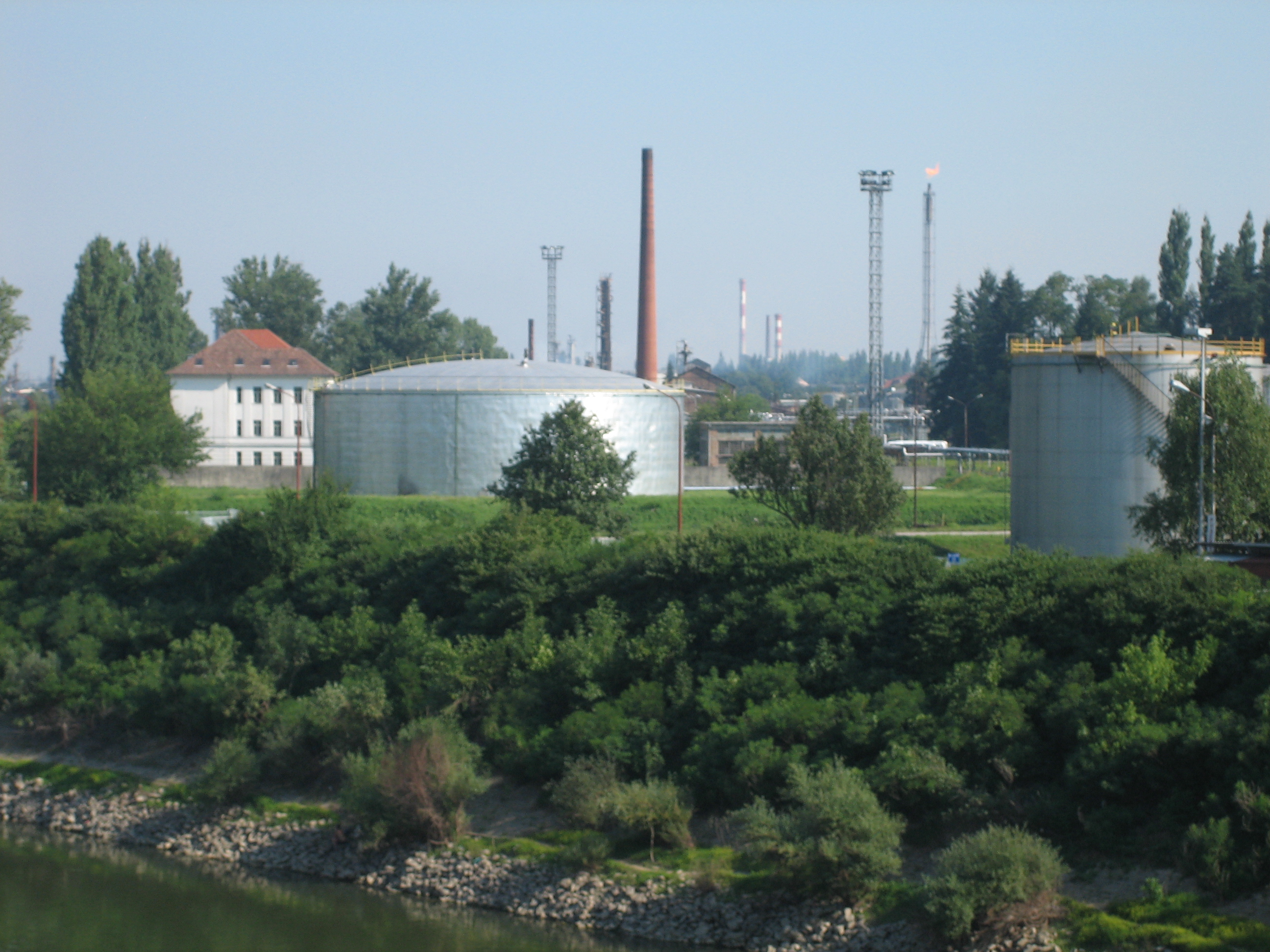
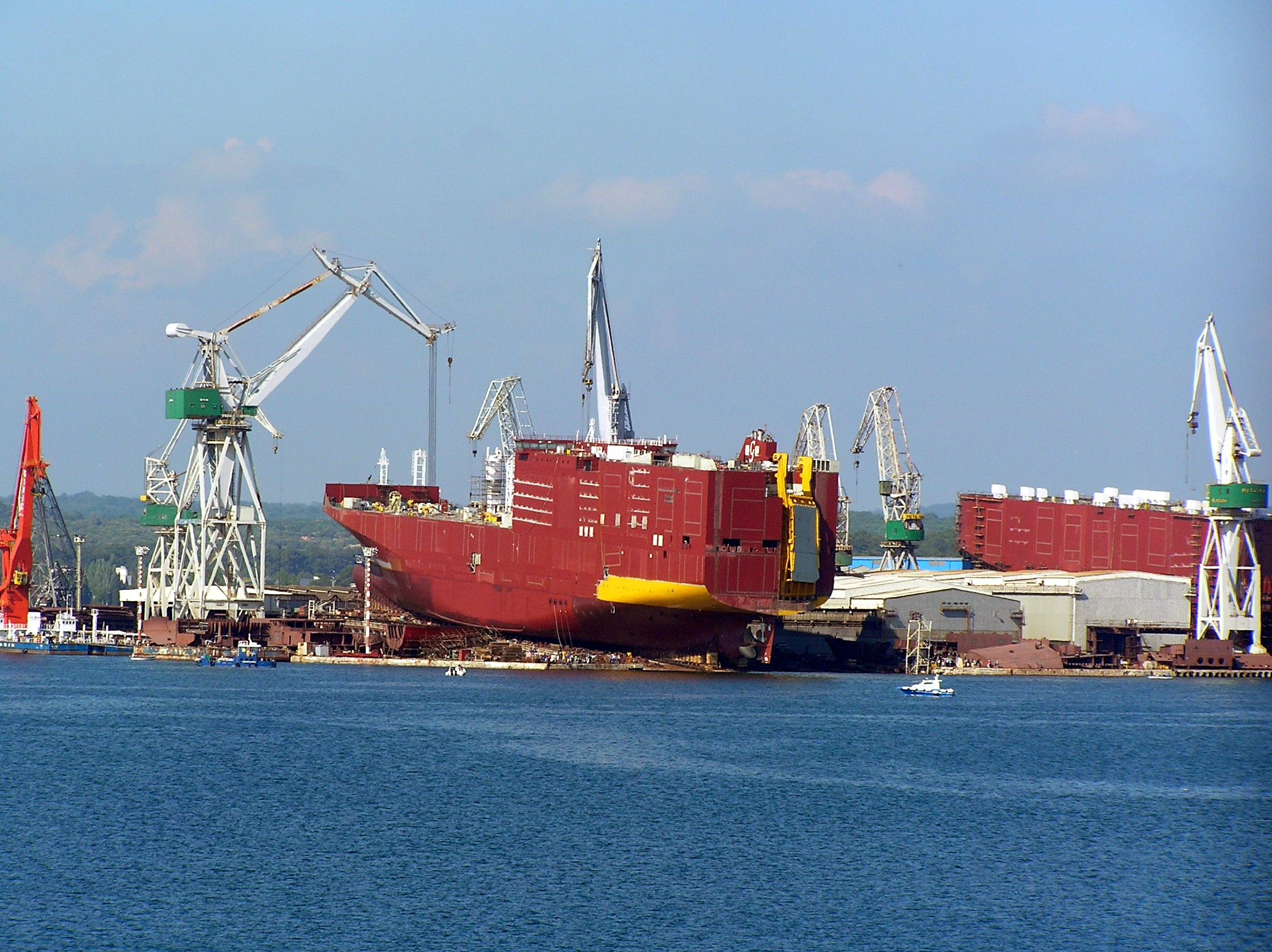
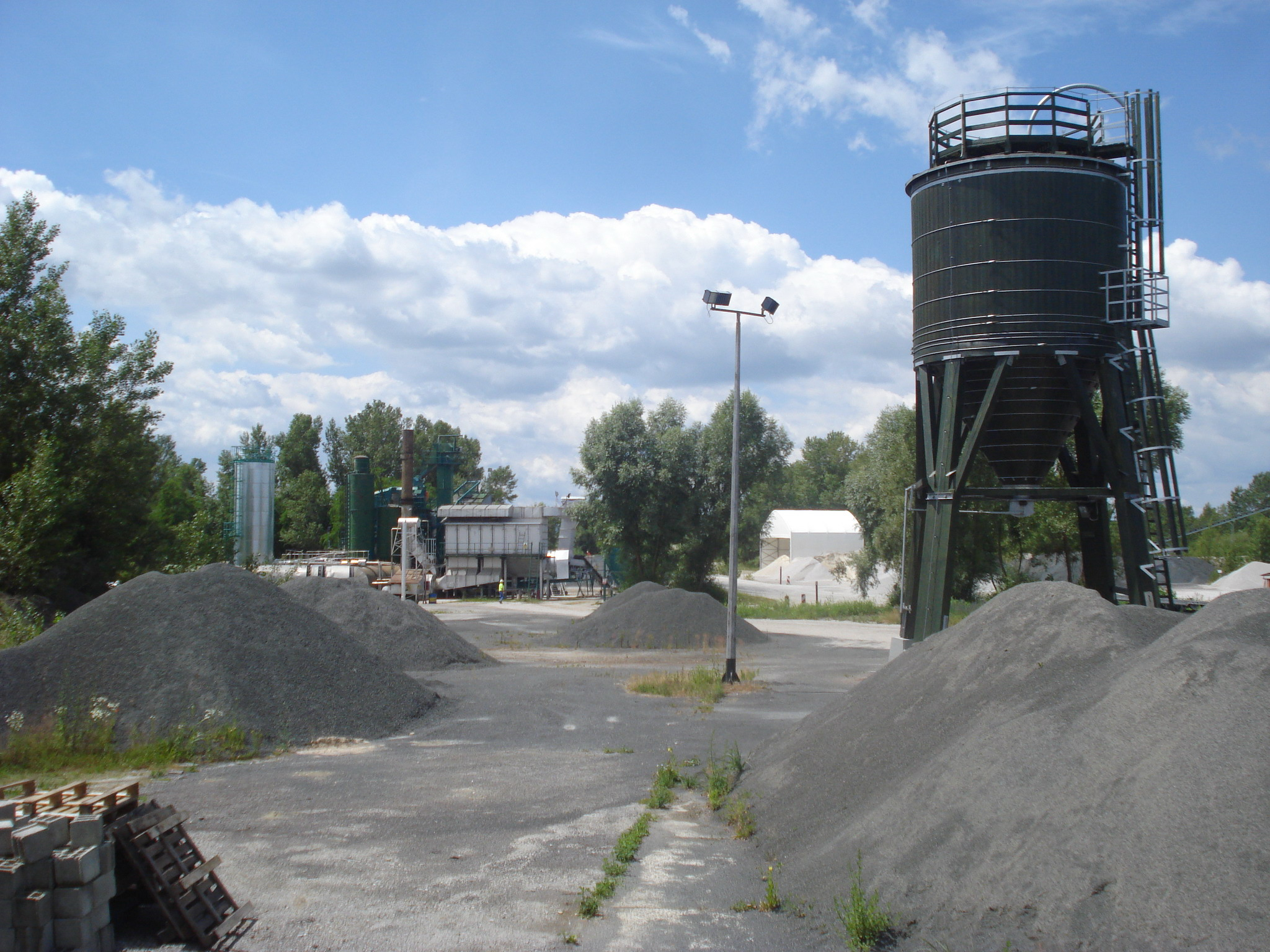